# 里曼理论

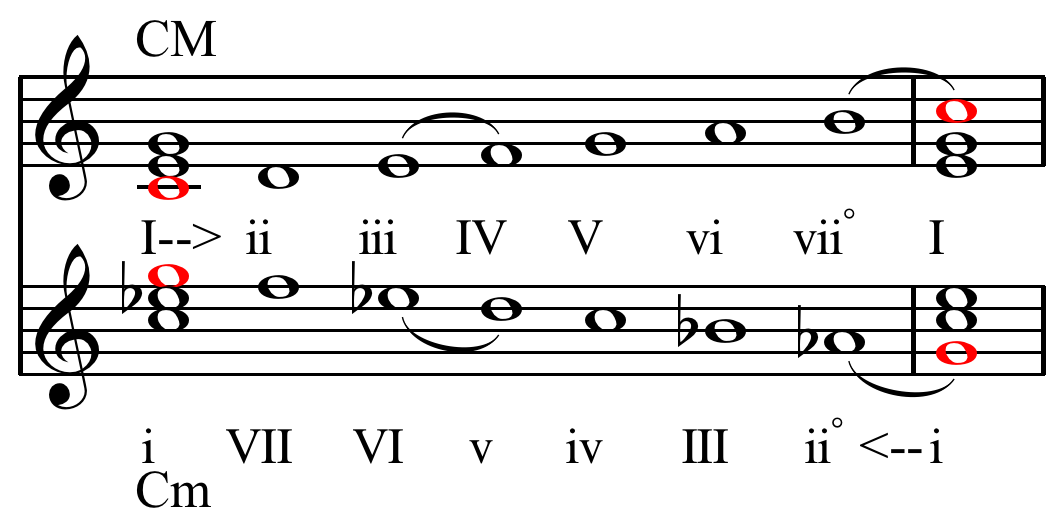
里曼“二元”系统的示例：小调形似上下颠倒的大调。左右相邻的半音程由圆滑线标出，其他相邻的两个音符间相隔一个全音。下行小调音阶的全音和半音的分布排列与上行大调音阶是相同的。

广义上的里曼理论泛指德国音乐理论家胡戈·里曼（1849-1919）提出的音乐理论，涵盖许多主题，包括音乐逻辑、记谱、和声、旋律、乐句、音乐理论史等。
狭义的里曼理论常常指其中的和声理论，其主要特征是二元性（dualism）与和声功能（harmonic functions）的概念。

## 二元性
里曼吸收19世纪早期和声理论成果，提出关于三和弦的「二元」和声系统。他使用的术语「二元性」强调大小和弦之间可以相互转换的关系，即小三和弦为「上下倒置」的大三和弦（即大三和弦的倒影）。这种「和声二元性」（harmonic dualism），或称「和声极性」（harmonic polarity），造成了上述图中音阶走向的变化。
和声二元论有时也被称作负和声理论。
| 自然大调和声 | 自然大调和声 | 自然大调和声               | 小调中对应的负和声          | 小调中对应的负和声 | 小调中对应的负和声 |
| ------------ | ------------ | -------------------------- | --------------------------- | ------------------ | ------------------ |
| 罗马数字符号 | 斯波索宾符号 | 里曼符号                   | 里曼符号                    | 斯波索宾符号       | 罗马数字符号       |
| ii           | SII          | Sp                         | °Dp                         | dVII               | VII                |
| IV           | S            | S⁺                         | °D                          | d                  | v                  |
| vi           | TSVI         | {\displaystyle <\!\!\!\!}S | {\displaystyle >\!\!\!\!}D  | dtIII              | III                |
| vi           | TSVI         | Tp                         | °Tp                         | dtIII              | III                |
| I            | T            | T⁺                         | °T                          | t                  | i                  |
| iii          | DTIII        | {\displaystyle <\!\!\!\!}T | {\displaystyle >\!\!\!\!}T  | tsVI               | VI                 |
| iii          | DTIII        | Dp                         | °Sp                         | tsVI               | VI                 |
| V            | D            | D⁺                         | °S                          | s                  | iv                 |
| vii          | ♯5DVII       | {\displaystyle <\!\!\!\!}D | {\displaystyle >\!\!\!\!}S  | ♭1sII              | N                  |
| vii°         | DVII         | {\displaystyle /\!\!\!}D7  | {\displaystyle /\!\!\!}SVII | sII                | ii°                |

## 移位/倒影转换理论
在1880年代，里曼提出了一种能够在三和弦之间直接建立联系的变换系统。里曼的系统中有两类变换：移位转化（德语：Schritt）与倒影转化（德语：Wechsel）。
移位转化指的是将某个三和弦按照音阶移动若干步。例如五度移位转化将一个三和弦向上或向下进行纯五度移位（将C大三和弦向上变换为G大三和弦，或向下变换为F大三和弦）。
倒影转化是指将某个三和弦按照里曼的二元论进行变换，如此形成了大三弦与小三和弦之间直接的一一对应。例如，同原生音倒影转化（德语：Seitenwechsel）将一个三和弦变换成它的同原生音和弦，反之亦然。
例如， C大三和弦(即c+)的同原生音倒影转化为 f小三和弦(即°c)，因为它们的原生音都是C音——C大三和弦是C音的向上发音体（德语：Oberklang），记作c+；而 f小三和弦是C音的向下发音体（德语：Unterklang），记作°c。
里曼的变换理论是新里曼理论的根基，在新里曼理论中，这种变换被推广到调内基本三和弦之外的其他和弦。